# Caxito
Caxito is een stad in Angola aan de Dande, een rivier die ca. 25–30 km naar het westen bij de plaats Barra do Dande in de Atlantische Oceaan uitmondt. Caxito ligt aan de spoorlijn van Luanda naar Malenje. De stad is ook zetel van het bisdom Caxito. 

## Geschiedenis
De oorsprong van de naam komt uit het in dit gebied gesproken Kimbundu, een Bantoetaal waarin kaxitu "een stuk vlees" betekent.
Caxito bestaat enkele honderden jaren. In zijn huidige vorm als hoofdstad van de regio Dande bestaat het sinds 26 april 1980, na de opdeling van de provincie Luanda, waar het tot die tijd bij hoorde. 

## Inwoners en bestuur
Caxito is bestuurscentrum en hoofdstad van de gelijknamige gemeente (comuna) in de regio (município) Dande. De plaats heeft naar schatting ruim 12.000 inwoners. Het is tevens de hoofdstad van de provincie Bengo. De provincie Bengo had in 2014 in totaal 357.000 inwoners. In 2018 bedroeg het geschatte aantal inwoners in de provincie 429.000 personen.

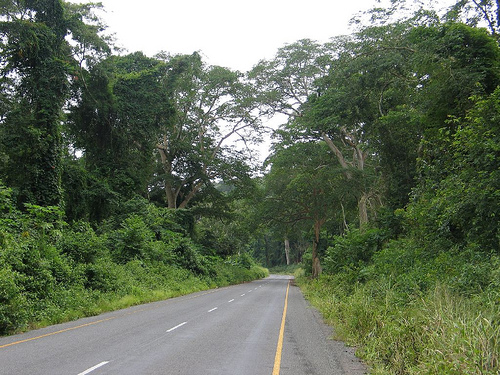
Nieuw aangelegde weg van Caxito naar Uíge
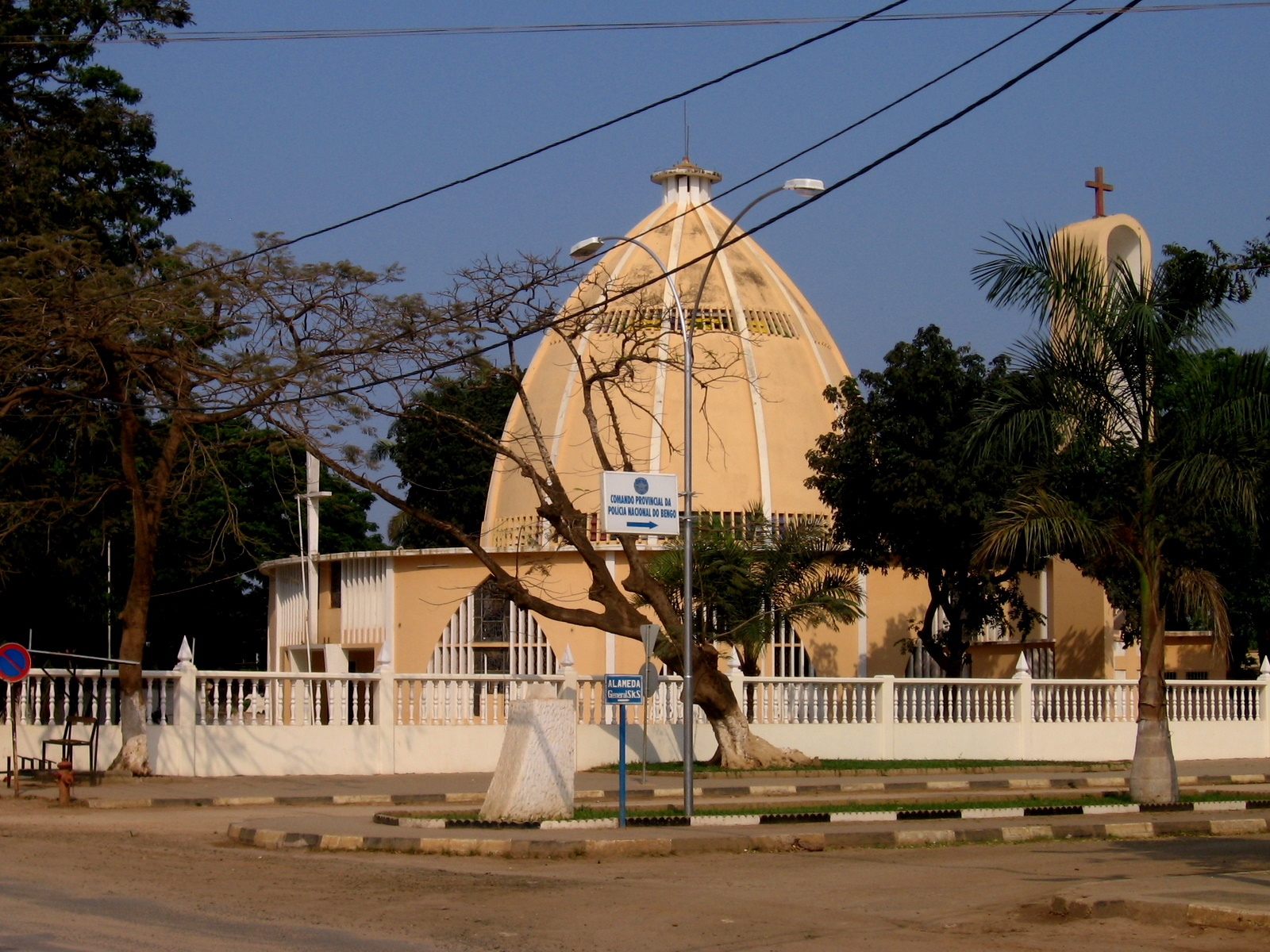
Katholieke kerk in Caxito